# 松本和也
松本 和也（まつもと かずや、1967年4月15日 - ）は、日本の音声表現コンサルタント、ナレーター、司会者、実業家。元NHKアナウンサー、兵庫県神戸市出身、マツモトメソッド代表取締役、以前はナレーターとして青二プロダクション所属していた。

## 人物
灘高等学校、京都大学経済学部卒業後、1991年アナウンサーとしてNHKに入局し、奈良に配属される。
1995年阪神・淡路大震災被災地へリポーターとして派遣され、福井を経て東京で勤務する。『英語でしゃべらナイト』の実直な司会で好評を得て、『NHK紅白歌合戦』や『NHKのど自慢』で司会者を務める。
忌野清志郎と番組ゲストとして対談経験があり、忌野の葬儀式として2009年5月9日に行われた「青山ロックンロールショー」では司会を務めた。
2011年3月の東北地方太平洋沖地震で福島放送局に応援派遣され、災害情報を中心に地域ニュースを担当する。
2011年7月8日に新番組『セカイでニホンGO!』の会見を体調不良で中止し、同月9日には『のど自慢』の10日放送分の司会を前任者の徳田章が代わって務めると告知された。そして、同月11日には体調回復の長期化を懸念して上記2番組の降板が発表された。
2012年に休養から明けてNHK放送文化研究所専任研究員となりアナウンサー職を離れる。2016年6月にNHKを退職して7月に音声表現コンサルタント『マツモトメソッド』代表取締役としてコミュニケーション・コンサルティング事業を始める。2016年9月20日にナレーターとして青二プロダクションに所属する。2023年12月31日青二プロダクションを退所。

### ジャニーズ事務所の記者会見の司会
2023年10月2日のジャニーズ事務所の記者会見（ジャニー喜多川性加害問題）で司会を務めた。会見後、特定の記者を指名しないようにするための「指名NG記者」リスト（6名）を、関係者が会見場内に持ち込んでいたことが発覚。
10月5日、松本が所属する青二プロダクションは本件について「取材はすべてお断りしています。その理由についても、お答え出来ません。コメントも出す予定はありません。詳しいことは、ジャニーズ事務所に聞くようにお願いします」と回答した。松本はジャニーズの会見で司会を務める3年前の2020年4月7日、YouTubeで、当時の安倍晋三首相の記者会見について「質問にしっかりと答えてない」「記者会見というのは、質問にちゃんと答えるというのが一つの正しい取り決めというか、当たり前のことです」と論じており、動画の内容と、今回の件に一切回答せず沈黙する松本の態度が合致しないとの批判が起こった。
10月6日、松本はコメントを発表し、「記者の顔写真入りのリスト」は記者会見の約30分前にスタッフから渡され「私の手元にありました」と認めた。だが「リストはないものとして進行することに決めました」と言い、できる限り偏りのないように指名したと釈明した。また、質問できなかった記者の声をネットニュースで読んだといい「指名できなくて申し訳ありません」と謝罪した。

## アナウンサー

### NHK時代
同期
池田達郎、伊藤憲、有働由美子、浦田典明、大岡優一郎、大野克郎、金澤利夫、鹿野睦、河島康一、黒崎めぐみ、近藤庸子、墨屋那津子、髙橋徹、滝内泉、武内陶子、武田涼介、田村泰崇、寺谷一紀、中谷文彦、比留間亮司、兼清麻美（旧姓・山下）、山田貴幸、山本志保、吉松欣史、若林則康（以上アナウンサー）
担当番組・業務
- 奈良の中継等
- 福井のニュース、中継等
- イブニングネットワークふくい
- ひるどき日本列島（2002年度）中継キャスター
- 英語でしゃべらナイト（2003年3月 - 2006年度）司会
- 地球!ふしぎ大自然（2003年度 - 2005年度）（ナレーター、武内陶子・久保純子とのローテーション）
- お昼ですよ!ふれあいホール （2004年5月 - 2005年9月）
- NHK紅白歌合戦 （2006年 - 2008年・2010年）2007年・2008年は総合司会、2006年は応援ゲスト、2010年は副音声実況
- 金曜バラエティー （2006年度）
- ダーウィンが来た! 〜生きもの新伝説〜 （2006年度 - ）ナレーター
- 趣味悠々「西村由紀江のやさしいピアノレッスン 世界の名曲を弾いてみよう」（2006年6月 - 8月）進行役
- 日めくりタイムトラベル（2007年1月3日 - 2011年3月26日）司会
- 今日は一日“ハードロック・ヘビーメタル”三昧（2007年10月8日）司会
- 家計診断 おすすめ悠々ライフ司会
- クイズ紅白検定（2007年12月18日）司会
- BS熱中夜話（2008年5月16日・23日。いずれも前日深夜）ビートルズのファン「ぽお」として「ビートルズナイト」に出演。スタジオでバンド演奏と歌唱。
- 今日は一日“ハードロック・ヘビーメタル”三昧2（2009年5月6日）司会
- 今日は一日“沖縄ポップス”三昧（2009年9月23日）司会
- 地域発!ぐるっと日本
- おしえて イチロー選手!「大記録はなぜ生まれたか」（2009年10月12日）ナレーション
- がんばれパパママ! 実況 お仕事スタジアム（2009年10月12日）実況担当
- ミステリーロマン 古代エジプト（2009年12月25日）ナレーション
- 「NHK地球エコ」キャンペーン関連各種番組

アナウンサーの山口勝と分担して担当した。
SAVE THE FUTURE（2008年・2009年・2010年）
- 難問解決!ご近所の底力
- いよっ!日本一
- 地域発!どうする日本
- 今日は一日“ハードロック・ヘビーメタル”三昧3（2010年12月23日）司会
- 欽ちゃんのワースト脱出大作戦（2010年5月・8月）ナレーター
- SONGS （不定期）ナレーション
- NHKのど自慢 （2010年4月4日 - 2011年7月3日）司会

## 出演インターネットラジオ
- 楠田祐の人事アウトサイド・イン（2016年、ビズリーチ）MC[16]

## ビブリオグラフィ

### 著書
- NHK英語でしゃべらナイト 松本アナが失敗から身につけた英会話のツボ（2007年、アスコム）
- 心に届く話し方 65のルール（2017年、ダイヤモンド社）